# Represión transnacional
La represión transnacional es un tipo de represión política llevada a cabo por un Estado fuera de sus fronteras. Suele ir dirigida contra disidentes políticos o miembros críticos de comunidades de la diáspora en el extranjero y puede adoptar la forma de asesinatos o desapariciones forzadas de ciudadanos, entre otras.Freedom House ha documentado su aumento en todo el mundo en los últimos años, lo que ha provocado la respuesta de organismos como el FBI.
La internacionalista Laurie Brand afirma que las autocracias se enfrentan a retos y oportunidades específicos en la esfera internacional que afectan a las prácticas autoritarias. Específicamente, el auge del transnacionalismo y las prácticas que trascienden las fronteras nacionales han llevado a las autocracias a desarrollar estrategias destinadas a gestionar la migración de sus ciudadanos. Según el politólogo Gerasimos Tsourapas, las autocracias globales participan en complejas estrategias de represión, legitimación y cooptación transnacionales, así como de cooperación con actores no estatales.

## Tipología
La socióloga Dana M. Moss ha creado la siguiente tipología de la represión transnacional:
| Retribución letal      | Asesinatos o intentos de asesinato de disidentes en el extranjero por parte de agentes o representantes del régimen.                                                                              |
| Amenazas               | Advertencias verbales o escritas dirigidas a miembros de la diáspora, incluida la citación de personas por funcionarios del régimen en sus embajadas con este fin.                                |
| Vigilancia             | Recogida y envío de información sobre los connacionales al aparato de seguridad del Estado por parte de redes de informadores compuestas por agentes del régimen, leales y personas coaccionadas. |
| Exilio                 | El destierro directo e indirecto de disidentes del país de origen, incluso cuando la amenaza de confinamiento físico y daños impide a los activistas regresar.                                    |
| Retiro de becas        | La anulación de las prestaciones estatales de los estudiantes por negarse a participar en acciones u organizaciones en el extranjero impuestas por el régimen.                                    |
| Castigo por delegación | El acoso, confinamiento físico o daño físico de familiares en el país de origen como medio de recopilación de información y represalia contra disidentes en el extranjero.                        |

## Historia

### Chile
El 21 de septiembre de 1976, el ex canciller del presidente chileno Salvador Allende y exiliado Orlando Letelier fue asesinado alrededor de las nueve de la mañana  mediante una bomba instalada en su automóvil, la cual fue activada por control remoto mientras se desplazaba por la avenida Massachusetts de la capital estadounidense. El coche bomba también mató a la ayudante estadounidense de Letelier, Ronni Moffitt, y dejó herido al esposo de esta, Michael Moffitt. Varias personas fueron procesadas y condenadas por el asesinato. Entre ellos estaban Michael Townley, un expatriado estadounidense doble agente de la CIA colaborador muy cercano a la agencia de inteligencia chilena DINA, el general Manuel Contreras, antiguo jefe de la DINA, y el general de brigada Pedro Espinoza. En 2015, documentos desclasificados entregados por Estados Unidos a Chile demostraron la implicación directa de Augusto Pinochet y la DINA en el asesinato de Letelier.

### Cuba
El disidente cubano Rolando Masferrer fue asesinado mediante la explosión de su automóvil Ford Torino de 1968 con dinamita (no C-4) colocada en este, en la ciudad de Miami el 31 de octubre de 1975. Un militar de alto rango del aparato de espionaje de la dictadura e Fidel Castro, dijo que Fidel Castro ordenó el asesinato de Masferrer (enemigo personal suyo), y que este fue realizado por agentes de la dictadura cubana en Estados Unidos.
El disidente cubano Aldo Vera Serafín fue asesinado en San Juan (Puerto Rico) el 26 de octubre de 1976. El mayor de la Dirección General de Inteligencia de Cuba Juan Antonio Rodríguez Menier, declaró en una entrevista de 1988 que la División de Tropas Especiales de Cuba fue la responsable de su asesinato, después de varios intentos frustrados por detenerlo, esto liderado por Antonio de la Guardia en colaboración con el Ejército Popular Boricua.

### Unión Soviética
El político y revolucionario ruso León Trotski fue asesinado en agosto de 1940 durante su exilio México por Ramón Mercader, un agente español de la NKVD soviética, por orden de Iósif Stalin.
En septiembre de 1978, el disidente y escritor búlgaro Georgi Markov fue envenenado y asesinado en una calle de Londres con un perdigón de microingeniería que contenía ricina, apuñalado en la pierna con un paraguas que contenía un perdigón por alguien vinculado con el Servicio Secreto Búlgaro. Tras la caída de la Unión Soviética se informó de que el KGB soviético había ayudado al Servicio Secreto búlgaro.

### Venezuela
Sicarios contratados por la dictadura de Marcos Pérez Jiménez intentaron asesinar a Rómulo Betancourt a través de una inyección letal durante su exilio en Cuba, ocasión en la que Betancourt salió ileso.
El 11 de junio de 1954, el militar y guerrillero venezolano, miembro de la resistencia clandestina contra la dictadura de Pérez Jiménez, fue asesinado durante su exilio en Barranquilla, Colombia, por el funcionario de la Dirección de Seguridad Nacional de Venezuela, Braulio Barreto, tras ser enviado por el director Pedro Estrada.

## Actualidad
Según Freedom House, los actores más prolíficos implicados en la represión transnacional en 2022 fueron los gobiernos de Pakistán, China, Turquía, Rusia, Egipto y Tayikistán. Otras naciones involucradas fueron Irán, India, Ruanda y Arabia Saudita. Un informe de Human Rights Watch de 2024 documentó 75 casos entre 2009 y 2024 cometidos por más de dos docenas de gobiernos.

### Arabia Saudita
Un informe de la organización sin ánimo de lucro Freedom Initiative reportaba que Arabia Saudita se ha vuelto «... más innovadora y envalentonada» a la hora de llevar a cabo actos de represión transnacional.

### Bielorrusia
Durante la sesión informativa del Consejo de Seguridad de las Naciones Unidas del 20 de octubre sobre el informe de la Organización de Aviación Civil Internacional acerca del desvío por Bielorrusia del vuelo 4978 de Ryanair, tras cuyo aterrizaje el activista de la oposición y periodista Román Protasévich y su novia Sofia Sapega fueron detenidos por las autoridades bielorrusas, el embajador de Estados Unidos ante la ONU para Asuntos Políticos Especiales, Jeffrey DeLaurentis, calificó el acto de violación del derecho internacional de aviación y de represión transnacional. La Misión de Estados Unidos ante la Organización para la Seguridad y la Cooperación en Europa también emitió una declaración en nombre de su país, así como de Canadá y del Reino Unido, calificando el desvío como un «acto flagrante de represión transnacional».

### China
En 2022, Centro para el Progreso Estadounidense reportó de que algunos de los esfuerzos de represión transnacional más notables del gobierno chino, como las desapareciones en Causeway Bay Books, han sido coordinados por el Ministerio de Seguridad Pública (MPS). El informe pedía iniciativas para comprender mejor las actividades del MSP en el extranjero. En julio de 2023, el Departamento de Estado de Estados Unido describió las recompensas de la Policía de Hong Kong por ocho destacados disidentes que vivían en el extranjero como un ejemplo de «esfuerzos de represión transnacional».
En abril de 2023, el Departamento de Justicia de Estados Unidos acusó a agentes chinos de delitos relacionados con una campaña de represión transnacional en la que se utilizó una estaciones de servicio en el extranjero de la policía china en Manhattan. Tras las acusaciones, el FBI describió la aparición de un «punto de inflexión en las tácticas y herramientas y el nivel de riesgo y el nivel de amenaza» en la represión transnacional.
En marzo de 2022, el secretario de Estado de Estados Unidos Antony Blinken calificó los intentos del gobierno chino de silenciar a los activistas uigures fuera de sus fronteras como parte de una campaña de represión transnacional. Un informe de 2023 publicado por la Universidad de Sheffield pedía un mayor uso de la legislación Magnitsky en respuesta a la represión transnacional de la diáspora uigur.
De igual manera, el Índice de Censura se refirió en 2023 a los intentos del gobierno chino de censurar las exposiciones del artista Badiucao en el extranjero como un ejemplo de represión transnacional.

### Egipto
Un informe de la organización sin ánimo de lucro Freedom Initiative reportaba que Egipto se ha vuelto «... más innovador y envalentonado» a llevar a cabo actos de represión transnacional.

### India
En 2023, la Coalición Sij escribió al gobierno de Estados Unidos para alertar sobre la represión transnacional india y las crecientes amenazas nacionalistas hindúes en Estados Unidos tras el asesinato de Hardeep Singh Nijjar, ciudadano canadiense. El gobierno canadiense está investigando lo que calificó de «acusaciones creíbles de un posible vínculo» con el gobierno indio.

### Irán
El 9 de noviembre de 2023, al exvicepresidente del Parlamento Europeo Alejo Vidal-Quadras le dispararon en la cara en Madrid, España, un atentado que sobrevivió.Se sospechó que Irán estaba relacionado con el intento de asesinato y el atentado ha sido calificado de acto de represión transnacional, incluyendo por el Parlamento Europeo.Un comunicado de prensa del Departamento del Tesoro de Estados Unidos declaró que: «El [Ministerio de Inteligencia y Seguridad] y el Cuerpo de la Guardia Revolucionaria Islámica de Irán llevan mucho tiempo teniendo como objetivo a supuestos opositores al régimen en actos de represión transnacional fuera de Irán, una práctica que el régimen ha acelerado en los últimos años".Freedom House también incluyó el plan de secuestro del periodista Masih Alinejad entre las tácticas de represión transnacional de Irán.

### Nicaragua
El 12 de septiembre de 2021, el activista y exiliado nicaragüense Joao Maldonado fue atacado en San José, Costa Rica, cuando dos hombres dispararon desde una motocicleta contra el vehículo en el que viajaba. Jao estaba en los preparativos para una marcha programada ese día en contra del gobierno de Nicaragua. El activista recibió al menos tres disparos, resultó gravemente herido y fue sometido a una intervención quirúrgica. El secretario de la Unidad de Exiliados Nicaragüenses en Costa Rica (UEN), Yefer Bravo atribuyó el ataque a sicarios contratados por Ortega.
El 10 de enero de 2024 Maldonado fue atacado nuevamente cuando fue interceptado junto con su pareja en las cercanías de la Universidad Latina de Costa Rica por dos hombres a bordo de una moto. Los hombres dispararon contra ellos y Joao recibió siete disparos en el tórax y la cabeza. Continuó conduciendo hasta el cruce de la calle de La Amargura, donde se estacionó, y posteriormente fue trasladado a un centro hospitalario junto con su pareja.

### Rusia
A partir de 2024, Rusia ha centrado su represión en los activistas antibelicistas y otros activistas políticos, así como en los periodistas. Se encuentra entre los perpetradores más activos de represión transnacional del mundo.Rusia también tiene una historia de represión transnacional documentada durante los regímenes zaristas.

### Turquía
En junio de 2023, la Asamblea Parlamentaria del Consejo de Europa declaró que la no ratificación por parte de Turquía de la candidatura dde Suecia a la OTAN forma parte de su campaña de represión transnacional, pidiéndole a Turquía a poner fin a su intimidación contra Bulent Kenes, que reconozca y respete la decisión del Tribunal Supremo sueco.

### Venezuela
El 21 de febrero de 2024, el teniente y opositor Ronald Ojeda fue secuestrado durante su exilio en Santiago de Chile y fue hallado sin vida diez días después. El Ministerio Público de Chile activó el protocolo de Minnesota tras detectarse signos de tortura en el peritaje tanatológico. Una persona fue detenida en relación con el crimen, mientras que dos imputados escaparon hacia Caracas. Según el Ministerio Público de Chile, el móvil del asesinato fue político y fue ordenado desde Venezuela.
El Fiscal Nacional de Chile anunció que pediría la extradición del ministro de interior venezolano Diosdado Cabello si se comprobaba su relación con el asesinato de Ojeda, y el 3 de febrero de 2025 el presidente chileno Gabriel Boric confirmó que Chile acudiría a la Corte Penal Internacional si se confirmaba el involucramiento del gobierno venezolano.

## Respuestas
En diciembre de 2021, la Ley de Responsabilidad y Prevención de la Represión Transnacional (TRAP) se convirtió en ley como parte de la Ley de Autorización de Defensa Nacional para el Año Fiscal 2022. La ley tiene como objetivo combatir el abuso de las circulares de Interpol. En marzo de 2023, un grupo bipartidista de senadores estadounidenses presentó la Ley de Política de Represión Transnacional.La ley propuesta obligaría a la comunidad de inteligencia a identificar y compartir información sobre los autores de actos de represión transnacional en Estados Unidos.Sin embargo, en octubre de 2023, la Oficina de Rendición de Cuentas del Gobierno informó de que Estados Unidos no contaba con leyes adecuadas para combatir los actos de represión transnacional.